# 小浜逸郎
小浜 逸郎（こはま いつお、1947年（昭和22年）4月15日 - 2023年3月31日）は、日本の文芸・家族論・ジェンダー論・教育評論家。社会批評家。国士舘大学客員教授。
『学校の現象学のために』（1985年）で校内暴力を新たな視点で捉え注目される。以降、家族、学校、ジェンダーの問題など幅広く論じる。著書に『人はなぜ働かなくてはならないのか』（2002年）、『子供問題』（2009年）など。

## 来歴
神奈川県横浜市生まれ。横浜国立大学教育学部附属横浜中学校、東京教育大学附属駒場高等学校（現：筑波大学附属駒場高等学校）を経て、横浜国立大学工学部建築学科卒業。
中学2年時に父親と死別。母親が副収入のために経営していた塾を、兄と共に一家3人で経営する。
大学卒業後、学習塾経営を続けるかたわら、同人誌『ておりあ』を主宰、評論活動を続ける。
1981年（昭和56年）、処女評論集『太宰治の場所』を出版。
1985年（昭和60年）に出版した『学校の現象学のために』以後は、家族論、学校論、ジェンダー論を世に問う。『男が裁くアグネス論争』『男はどこにいるのか』等の著作では、男尊女卑的な思考をはっきりと退けながらも、性差の存在自体は文化を豊かにするものであるとして、フェミニズム批判の論陣を張った。その後、差別問題、国家、死、知識人論などについても発言を行う。著書などにおいては、「批評家」の肩書きを用いることが多い。
1992年、学習塾経営をやめ、フリーの著述業に。1993年4月～1998年3月まで、白百合女子大学講師。2002年4月、国士舘大学21世紀アジア学部客員教授。2008年4月～2012年3月、横浜市教育委員。
2008年（平成20年）4月、当時横浜市長であった中田宏の任命により、横浜市教育委員に就任。2012年（平成24年）度まで務めた。新しい歴史教科書をつくる会の中学校歴史教科書（2009年3月検定合格自由社版）を支持し、2009年（平成21年）8月4日、この教科書の採択を推進した。2011年（平成23年）8月4日の採択においても、同様に「新しい歴史教科書をつくる会」系の育鵬社の歴史および公民教科書を支持した。
2001年（平成13年）10月より、知識人を講師として招く連続講座「人間学アカデミー」を主宰する。2010年（平成22年）の第9期まで開講されたが、第10期以降の開講は未定となる。
由紀草一とともに、「思想塾・日曜会」を主宰し、さまざまな分野にかかわる読書会や研究会を開催している。
近年は政治経済分野での論考を手掛けることが多い。また、三橋貴明、藤井聡らとともに、反緊縮財政、反グローバリズム、反構造改革を掲げる政策集団「令和の政策ピボット」の呼びかけ人となっている。
ブログ「小浜逸郎・ことばの闘い」を運営するかたわら、三橋貴明の「新・経世済民新聞」のレギュラー執筆者を務めている。
2020年から2021年にかけて、経営科学出版によるオンライン講座を手がける。シリーズ1：「幕末解禁」、シリーズ2：「はじめての哲学」、シリーズ3：「オンライン読書会」。
2021年3月、国士舘大学21世紀アジア学部を退職。再びフリーの評論家に。
2023年3月31日、膀胱がんのため、死去。75歳没。

## 著作

### 単著
- 『太宰治の場所』弓立社、1981年12月。
- 『学校の現象学のために』大和書房、1985年12月。ISBN 978-4-479-75013-0。
  - 『学校の現象学のために』大和書房、1995年4月。ISBN 978-4-479-75031-4。
- 『方法としての子ども』大和書房、1987年7月。ISBN 978-4-479-75018-5。
  - 『方法としての子ども』筑摩書房〈ちくま学芸文庫〉、1996年10月。ISBN 978-4-480-08298-5。
  - 『方法としての子ども』ポット出版、2006年2月。ISBN 978-4-939015-83-0。
- 『可能性としての家族』大和書房、1988年10月。ISBN 978-4-479-75020-8。
  - 『可能性としての家族』ポット出版、2003年7月。ISBN 978-4-939015-52-6。
- 『男がさばくアグネス論争』大和書房、1989年6月。ISBN 978-4-479-72032-4。
- 『男はどこにいるのか』草思社、1990年11月。ISBN 978-4-7942-0392-2。
  - 『男はどこにいるのか』筑摩書房〈ちくま文庫〉、1995年12月。ISBN 978-4-480-03131-0。
  - 『男はどこにいるのか』ポット出版、2007年4月。ISBN 978-4-7808-0102-6。
- 『時の黙示』学芸書林、1991年2月。ISBN 978-4-905640-41-7。
- 『症状としての学校言説』JICC出版局、1991年4月。ISBN 978-4-7966-0100-9。
- 『人はなぜ結婚するのか』草思社、1992年11月。ISBN 978-4-7942-0487-5。
  - 『結婚という決意』PHP研究所、2007年10月。ISBN 978-4-569-69496-2。
- 『家族を考える30日』JICC出版局、1993年1月。ISBN 978-4-7966-0540-3。
- 『ニッポン思想の首領たち』宝島社、1994年9月。ISBN 978-4-7966-0847-3。
- 『中年男性論』筑摩書房、1994年10月。ISBN 978-4-480-85677-7。
- 『先生の現象学』世織書房、1995年3月。ISBN 978-4-906388-21-9。
- 『正しく悩むための哲学　生きる自信を手にする処方箋』PHP研究所、1995年4月。ISBN 978-4-569-54720-6。
  - 『正しく悩むための哲学　生きる自信を手にする14のヒント』PHP研究所〈PHP文庫〉、2000年5月。ISBN 978-4-569-57408-0。
- 『オウムと全共闘』草思社、1995年12月。ISBN 978-4-7942-0676-3。
- 『人生と向き合うための思想・入門』洋泉社、1996年9月。ISBN 978-4-89691-230-2。
- 『癒しとしての死の哲学』王国社、1996年11月。ISBN 978-4-900456-44-0。
  - 『癒しとしての死の哲学』王国社、2002年3月。ISBN 978-4-900456-97-6。
  - 『癒しとしての死の哲学』洋泉社〈MC新書 037〉、2009年7月。ISBN 978-4-86248-390-4。
- 『現代思想の困った人たち』王国社、1997年2月。ISBN 978-4-900456-55-6。
- 『大人への条件』筑摩書房〈ちくま新書〉、1997年7月。ISBN 978-4-480-05717-4。
- 『子どもは親が教育しろ！』草思社、1997年7月。ISBN 978-4-7942-0768-5。
- 『14歳　日本の子どもの謎』イースト・プレス、1997年11月。ISBN 978-4-87257-121-9。
- 『この国はなぜ寂しいのか 「ものさし」を失った日本人』PHP研究所、1998年2月。ISBN 978-4-569-55991-9。
- 『無意識はどこにあるのか』洋泉社、1998年7月。ISBN 978-4-89691-325-5。
- 『いまどきの思想、ここが問題。』PHP研究所、1998年9月。ISBN 978-4-569-60203-5。
- 『吉本隆明　思想の普遍性とは何か』筑摩書房〈戦後思想の挑戦〉、1999年3月。ISBN 978-4-480-84732-4。
- 『これからの幸福論』時事通信社、1999年7月。ISBN 978-4-7887-9922-6。
- 『「弱者」とはだれか』PHP研究所〈PHP新書 083〉、1999年8月。ISBN 978-4-569-60726-9。
- 『なぜ人を殺してはいけないのか　新しい倫理学のために』洋泉社〈新書y 010〉、2000年7月。ISBN 978-4-89691-474-0。
  - 『なぜ人を殺してはいけないのか　新しい倫理学のために』PHP研究所〈PHP文庫 こ26-2〉、2014年7月。ISBN 978-4-569-76203-6。
- 『「男」という不安』PHP研究所〈PHP新書 150〉、2001年4月。ISBN 978-4-569-61417-5。
- 『人生を深く味わう読書』春秋社、2001年11月。ISBN 978-4-393-33211-5。
- 『人はなぜ働かなくてはならないのか　新しい生の哲学のために』洋泉社〈新書y 064〉、2002年6月。ISBN 978-4-89691-641-6。
- 『死の哲学』世織書房、2002年8月。ISBN 978-4-906388-90-5。
- 『頭はよくならない』洋泉社〈新書y 082〉、2003年3月。ISBN 978-4-89691-712-3。
- 『「恋する身体」の人間学』筑摩書房〈ちくま新書 392〉、2003年6月。ISBN 978-4-480-05992-5。
- 『なぜ私はここに「いる」のか　結婚・家族・国家の意味』PHP研究所〈PHP新書 267 人間学アカデミー 1〉、2003年10月。ISBN 978-4-569-63137-0。
- 『やっぱりバカが増えている』洋泉社〈新書y 096〉、2003年10月。ISBN 978-4-89691-762-8。
- 『エロス身体論』平凡社〈平凡社新書 225〉、2004年5月。ISBN 978-4-582-85225-7。
- 『正しい大人化計画　若者が「難民」化する時代に』筑摩書房〈ちくま新書 488〉、2004年9月。ISBN 978-4-480-06188-1。
- 『善悪ってなに？働くってどんなこと？　14歳からのライフ・レッスン』草思社、2005年3月。ISBN 978-4-7942-1393-8。
- 『人生のちょっとした難問』洋泉社〈新書y 137〉、2005年7月。ISBN 978-4-89691-934-9。
- 『「責任」はだれにあるのか』PHP研究所〈PHP新書 367 人間学アカデミー 4〉、2005年10月。ISBN 978-4-569-64627-5。
- 『死にたくないが、生きたくもない。』幻冬舎〈幻冬舎新書 こ-1-1〉、2006年11月。ISBN 978-4-344-98005-1。
- 『人はなぜ死ななければならないのか』洋泉社〈新書y 169〉、2007年2月。ISBN 978-4-86248-114-6。
- 『言葉はなぜ通じないのか』PHP研究所〈PHP新書 473 人間学アカデミー 5〉、2007年8月。ISBN 978-4-569-69277-7。
- 『「死刑」か「無期」かをあなたが決める　「裁判員制度」を拒否せよ！』大和書房、2009年4月。ISBN 978-4-479-39190-6。
- 『子供問題　学校、家族、メディアに見る子供をめぐる矛盾』ポット出版、2009年12月。ISBN 978-4-7808-0136-1。
- 『大人問題 目標喪失した社会を正しく生きるために』ポット出版、2010年2月。ISBN 978-4-7808-0141-5。
- 『人はひとりで生きていけるか　「大衆個人主義」の時代』PHP研究所、2010年10月。ISBN 978-4-569-79307-8。
- 『日本の七大思想家　丸山眞男／吉本隆明／時枝誠記／大森荘蔵／小林秀雄／和辻哲郎／福澤諭吉』幻冬舎〈幻冬舎新書 こ-1-2〉、2012年11月。ISBN 978-4-344-98289-5。
- 『13人の誤解された思想家』PHP研究所、2015年1月。ISBN 978-4-569-82682-0。
- 『デタラメが世界を動かしている』PHP研究所、2016年5月。ISBN 978-4-569-83040-7。
- 『福澤諭吉　しなやかな日本精神』PHP研究所、2018年5月。ISBN 978-4-569-84050-5。
- 『日本語は哲学する言語である』徳間書店、2018年7月。ISBN 978-4-19-864658-5
- 『倫理の起源』ポット出版プラス、2019年4月。ISBN 978-4-86642-009-7
- 『まだMMTを知らない貧困大国日本　新しい「学問のすゝめ」』徳間書店、2020年2月。ISBN 978-4-19-865058-2
- 『人生のトリセツ』徳間書店、2021年5月。ISBN 978-4-19-865292-0
- 『ポリコレ過剰社会』扶桑社新書、2022年1月。ISBN 978-4-594-08910-8

### 共著
- 小阪修平共編『家族の時代　フィールドワーク・シリーズII』五月社、1985年5月。
- 芹沢俊介、村瀬学、清水真砂子、最首悟共著『家族の現在』大和書房、1986年5月。ISBN 978-4-479-75015-4。
- 竹田青嗣共著『力への思想』学芸書林、1994年9月。ISBN 978-4-87517-008-2。
- 山田太一共著『幸福になれない理由（わけ）』PHP研究所、1998年1月。ISBN 978-4-569-55885-1。
- 林道義共著『間違えるな日本人！　戦後思想をどう乗り越えるか』徳間書店、1999年6月。ISBN 978-4-19-861022-7。
- 佐藤幹夫共著『中年男に恋はできるか』洋泉社、2000年3月。ISBN 978-4-89691-453-5。
- 櫻田淳共著『「弱者」という呪縛　戦後のタブーを解き放て！』佐藤幹夫 司会・構成、PHP研究所、2001年6月。ISBN 978-4-569-61663-6。
- 佐伯啓思、竹田青嗣、長谷川三千子共著『自由は人間を幸福にするか　小浜逸郎主宰「人間学アカデミー」シンポジウム』ポット出版、2007年5月。ISBN 978-4-7808-0103-3。

### 訳書
- 親鸞、唯円 著、小浜逸郎 訳『歎異抄　新訳　「絶対他力」の思想を読み解く』PHP研究所、2012年11月。ISBN 978-4-569-80737-9。